# Rienharz
Rienharz ist ein Weiler im Gemeindeteil Pfahlbronn von Alfdorf im Rems-Murr-Kreis in Baden-Württemberg. Der kleine Ort liegt im Naturpark Schwäbisch-Fränkischer Wald.

## Beschreibung
Rienharz liegt im Welzheimer Wald auf etwa 497–503 m ü. NHN halben Weges an der K 1887 von Pfahlbronn im Südosten nach Welzheim im Nordwesten. Der Ort ist auf dem Höhenrücken zwischen der obersten Lein im Westen und deren Zufluss Eisenbach im Osten erbaut, der wenig südlich ins Tal der unterhalb von Welzheim nach Osten umgeknickten Lein abfällt, welcher dort der aus dem Ortsbereich kommende Haschbach ebenfalls südlich zuläuft. Jenseits eines Weichbildes aus Obstwiesen liegen Wiesen und Äcker um den Ort.
Rienharz wurde 1352 erstmals als Renhart erwähnt. 1357 wurde der Weiler Reinhartz genannt. In dem Ort gab es wohl ein Ortsadelsgeschlecht. Aus einer Urkunde aus dem 15. Jahrhundert ist ein Heinz von Reinhartz bekannt.
Mit etwa 350 Einwohnern ist Rienharz ein für die Verhältnisse im Welzheimer Wald recht großer Weiler. Bis 1972 gehörte es zur damals noch selbständigen Gemeinde Pfahlbronn und kam dann im Zuge der Gemeindereform zusammen mit den Gemeinden Pfahlbronn und Vordersteinenberg zu Alfdorf. Für die Gemeinderatswahl bildet der Ortsteil Rienharz ein Wohnbezirk im Sinne der baden-württembergischen Gemeindeordnung für die Unechte Teilortswahl.
Die Etappe des Mühlenwanderweg zwischen der Haghofer Ölmühle im Südwesten und der Meuschenmühle im Nordosten führt durch Rienharz.

### Einwohnerentwicklung
- 1847: 142 Einwohner[4]

## Persönlichkeiten
- Rüdiger Gamm (* 1971), deutscher Rechenkünstler, verbrachte seine Jugend in Rienharz.